# ТЕЦ ABP 4, 5
13°26′13″ пн. ш. 101°3′25″ сх. д. / 13.43694° пн. ш. 101.05694° сх. д.
ТЕЦ ABP 4, 5 — теплоелектроцентраль у тайській провінції Чонбурі, що розташована на сході індустріальної зони Аматанакорн.
У 2015 та 2016 роках на майданчику станції стали до ладу два парогазові блоки потужністю по 132 МВт, у кожному з яких дві газові турбіни живлять через відповідну кількість котлів-утилізаторів одну парову турбіну. Окрім електроенергії кожен блок постачає підприємствам індустріальної зони технологічну пару в обсягах 30 тонн на годину.
Відповідно до запровадженої в Таїланді програми сприяння малим ТЕЦ, кожен блок отримав довгостроковий — на 25 років — контракт на викуп 90 МВт потужності державною електроенергетичною компанією Electric Generating Authority of Thailand (EGAT).
Як паливо станція використовує природний газ (через провінцію Чонбурі проходить газотранспортний коридор Районг — Бангпаконг).
Безпосередніми власниками блоків виступили компанії Amata B.Grimm Power 4 та Amata B.Grimm Power 5, головним власником яких із часткою у 56 % є тайський конгломерат B.Grimm Group. Іншим важливим учасником є компанія Amata Corporation, що опікується кількома індустріальними зонами.
Можливо відзначити, що в тій же індустріальній зоні діють ТЕЦ ABP 1, 2 та ТЕЦ ABP 3.